# Sigmaxinella cearense
Sigmaxinella cearense är en svampdjursart som beskrevs av Salani, Monteiro da Cruz Lotufo och L. Hajdu 2006. Sigmaxinella cearense ingår i släktet Sigmaxinella och familjen Desmacellidae. Inga underarter finns listade i Catalogue of Life.